# Sukaraharja (Cisayong)
Sukaraharja is een bestuurslaag in het regentschap Tasikmalaya van de provincie West-Java, Indonesië. Sukaraharja telt 4134 inwoners (volkstelling 2010).